# Alejandro Galván Garza
Pour les articles homonymes, voir Galván et Garza.
 (octobre 2014).
Si vous disposez d'ouvrages ou d'articles de référence ou si vous connaissez des sites web de qualité traitant du thème abordé ici, merci de compléter l'article en donnant les références utiles à sa vérifiabilité et en les liant à la section « Notes et références ».
Alejandro Galván Garza, né le 27 septembre 1955 à Linares et mort le 22 novembre 2006 à Mexico) est un ingénieur agronome de formation ainsi qu'un homme politique mexicain, membre du Partido Acción Nacional et sénateur de Tamaulipas pour la période 2006 - 2012.